# Bellingham Mariners
Bellingham Mariners byl baseballový tým, který reprezentoval Bellingham, ve státě Washington, v nižší lize Northwest League. Nejprve, mezi lety 1973 a 1976, byli farmou Los Angeles Dodgers (tehdy se jmenovali Bellingham Dodgers) a poté, až do roku 1994, byli farmou Seattle Mariners (jak už napovídá název; populární byla také přezdívka Baby M's). V posledních dvou letech byli farmou San Francisco Giants (a jmenovali se tedy Bellingham Giants), než byl tým přemístěn do Keizeru, ve státě Oregon a získal název Salem-Keizer Volcanoes.
V roce 1987 trefil v dresu Mariners svůj první homerun v profesionální kariéře legendární Ken Griffey Jr.. Stalo se tak na stadioně Everett Memorial Stadium v Everettu a na místě, kam míček dopadl, je dnes plaketa.
Tým hrál své domácí zápasy na stadioně Joe Martin Field, který s kapacitou dvou tisíc diváků stále používají Bellingham Bells, kteří hrají vysokoškoslký baseball.